# Li Fang (tennisster)
Dit is een Chinese naam; de familienaam is Li.
Li Fang (Hunan, 1 januari 1973) is een voormalig professioneel tennisspeelster uit China. Li speelt rechtshandig en heeft een tweehandige backhand. Zij was actief van 1990 tot 2001.
Haar beste prestatie op de grandslamtoernooien is het bereiken van de derde ronde, op de Australian Open in 1992. Haar hoogste positie op de WTA-ranglijst is de 36e plaats, die zij bereikte in juni 1998.
Li Fang nam deel aan de Olympische spelen van 1992 in Barcelona.
In het dubbelspel won zij twee WTA-titels.

## Posities op deWTA-ranglijst
Positie per einde seizoen:
| jaartal | ranking enkelspel | ranking dubbelspel |
| ------- | ----------------- | ------------------ |
| 2001    | 723               | –                  |
| 2000    | 502               | 451                |
| 1999    | 86                | 166                |
| 1998    | 40                | 577                |
| 1997    | 68                | –                  |
| 1996    | 199               | –                  |
| 1995    | 95                | 174                |
| 1994    | 66                | 125                |
| 1993    | 132               | 56                 |
| 1992    | 118               | –                  |
| 1991    | 153               | 222                |
| 1990    | 349               | –                  |

## Palmares
| Legenda                |
| ---------------------- |
| Grandslamtoernooi      |
| Olympische Spelen      |
| Year-End Championships |
| Tier I                 |
| Tier II                |
| Tier III               |
| Tier IV & V            |

### WTA-finaleplaatsen enkelspel
| nr.              | finaledatum | toernooi     | ondergrond | tegenstandster       | score    |         |
| ---------------- | ----------- | ------------ | ---------- | -------------------- | -------- | ------- |
| Gewonnen finales |             |              |            |                      |          |         |
| Geen.            |             |              |            |                      |          |         |
| Verloren finales |             |              |            |                      |          |         |
| 1.               | 1995-01-14  | WTA Hobart   | hardcourt  | Leila Meschi         | 2-6, 3-6 | details |
| 2.               | 1998-04-19  | WTA Makarska | gravel     | Květa Hrdličková     | 3-6, 1-6 | details |
| 3.               | 1998-11-22  | WTA Pattaya  | hardcourt  | Julie Halard-Decugis | 1-6, 2-6 | details |

### WTA-finaleplaatsen vrouwendubbelspel
| nr.              | finaledatum | toernooi          | ondergrond    | partner          | tegenstandsters             | score         |         |
| ---------------- | ----------- | ----------------- | ------------- | ---------------- | --------------------------- | ------------- | ------- |
| Gewonnen finales |             |                   |               |                  |                             |               |         |
| 1.               | 1993-07-18  | WTA Kitzbühel     | gravel        | Dominique Monami | Maja Murić Pavlína Rajzlová | 6-2, 6-1      | details |
| 2.               | 1994-02-20  | WTA Peking        | hardcourt (i) | Chen Li-Ling     | Kerry-Anne Guse Valda Lake  | 6-0, 6-2      | details |
| Verloren finales |             |                   |               |                  |                             |               |         |
| 1.               | 1993-04-11  | WTA Japan (Tokio) | hardcourt     | Kyōko Nagatsuka  | Ei Iida Maya Kidowaki       | 2-6, 6-4, 4-6 | details |

## Prestatietabel grandslamtoernooien
| Legenda | Legenda                          |
| ------- | -------------------------------- |
| g.t.    | geen toernooi gehouden           |
| l.c.    | lagere categorie                 |
| –       | niet deelgenomen                 |
| G       | uitgeschakeld in de groepsfase   |
| 1R      | uitgeschakeld in de eerste ronde |
| 2R      | uitgeschakeld in de tweede ronde |
| 3R      | uitgeschakeld in de derde ronde  |
| 4R      | uitgeschakeld in de vierde ronde |
| KF      | uitgeschakeld in de kwartfinale  |
| HF      | uitgeschakeld in de halve finale |
| F       | de finale verloren               |
| W       | het toernooi gewonnen            |
| w-v     | winst/verlies-balans             |

### Enkelspel
| Toernooi        | 1992 | 1993 | 1994 | 1995 | 1996 | 1997 | 1998 | 1999 |
| --------------- | ---- | ---- | ---- | ---- | ---- | ---- | ---- | ---- |
| Australian Open | 3R   | 1R   | 1R   | 1R   | 1R   | –    | 1R   | 2R   |
| Roland Garros   | 1R   | –    | 2R   | –    | –    | –    | 1R   | 1R   |
| Wimbledon       | 1R   | 1R   | 2R   | –    | –    | –    | 1R   | 1R   |
| US Open         | 2R   | 1R   | 1R   | 1R   | –    | 1R   | 1R   | 2R   |

### Vrouwendubbelspel
| Toernooi        | 1993 | 1994 | 1995 |
| --------------- | ---- | ---- | ---- |
| Australian Open | –    | 1R   | 1R   |
| Roland Garros   | –    | 1R   | –    |
| Wimbledon       | 1R   | –    | –    |
| US Open         | –    | 1R   | –    |